# Montefrío (kommunhuvudort)
Montefrío är en kommunhuvudort i Spanien.   Den ligger i provinsen Provincia de Granada och regionen Andalusien, i den södra delen av landet, 300 km söder om huvudstaden Madrid. Montefrío ligger 796 meter över havet och antalet invånare är 6 631.
Terrängen runt Montefrío är kuperad. Runt Montefrío är det ganska tätbefolkat, med 52 invånare per kvadratkilometer. Närmaste större samhälle är Alcalá la Real, 17,1 km norr om Montefrío. Trakten runt Montefrío består till största delen av jordbruksmark.